# Akosua Busia
Akosua Busia (n. 30 decembrie 1966, Ghana) este o actriță ghaneză, cunoscută pentru rolul Nettie Harris în filmul Culoarea purpurie, în care a jucat alături de Whoopi Goldberg.